# Molí de la Capçana
El Molí de la Capçana és una obra del municipi de Cassà de la Selva (Gironès) inclosa en l'Inventari del Patrimoni Arquitectònic de Catalunya.

## Descripció
L'actual molí és el resultat de força retocs de d'època antiga fins ara. Si bé les seves restes són majorment modernes com testimonien la llinda d'entrada a l'edifici i documentació trobada, per aquesta mateixa podem suposar que el seu origen és almenys baix-medieval, igual que la resclosa que es troba un centenar de metres més amunt de la riera, datada l'actual del 1708.
La llinda de la porta data del 1606.
Aquest mateix molí conserva encara les moles amb què a principi d'aquest segle s'intentà fer aglomerat de suro de primera vegada a Cassà de la Selva.